# Corydalis fukuharae
Corydalis fukuharae är en vallmoväxtart som beskrevs av M. Liden. Corydalis fukuharae ingår i släktet nunneörter, och familjen vallmoväxter. Inga underarter finns listade i Catalogue of Life.